# Distrito electoral de Ramshorn (condado de Stanton, Nebraska)
Ramshorn (en inglés: Ramshorn Precinct) es un distrito electoral ubicado en el condado de Stanton en el estado estadounidense de Nebraska. En el Censo de 2010 tenía una población de 152 habitantes y una densidad poblacional de 1,63 personas por km².

## Geografía
Ramshorn se encuentra ubicado en las coordenadas 41°47′21″N 97°11′25″O / 41.78917, -97.19028. Según la Oficina del Censo de los Estados Unidos, Ramshorn tiene una superficie total de 93.32 km², de la cual 93.16 km² corresponden a tierra firme y (0.17%) 0.16 km² es agua.

## Demografía
Según el censo de 2010, había 152 personas residiendo en Ramshorn. La densidad de población era de 1,63 hab./km². De los 152 habitantes, Ramshorn estaba compuesto por el 98.68% blancos, el 0% eran afroamericanos, el 0% eran amerindios, el 0% eran asiáticos, el 0% eran isleños del Pacífico, el 1.32% eran de otras razas y el 0% pertenecían a dos o más razas. Del total de la población el 2.63% eran hispanos o latinos de cualquier raza.